# Na'akueto La'ab
Cet article traite du souverain ; pour l'église, voir Na'akuto La'ab
Na'akueto La'ab (écrit également Nakuto Lab) et le neveu du roi Lalibela, c'est-à-dire le fils de son frère Guébré Mariam, il règne en Éthiopie au début du XIIIe siècle et meurt à l'âge de 70 ans. Il fut l'un des derniers souverains de la dynastie Zagoué.

## Règne
Selon certaines hypothèses c'est le neveu et fils adoptif de Gebre Mesqel Lalibela et il aurait règné 48 ans de 1212 à 1260 . 
Dans son étude Marie-Laure Derat le présente effectivement comme le fils de Harbai et le neveu de Lalibela. 
La légende raconte qu'il priait allongé sur des épées. Comme le roi Lalibela, il fit construire une église troglodyte, l'église de Nakuto Lab, située à 4 km de la ville de Lalibela dans un site spectaculaire, nichée dans une falaise. Le trésor de l'église abrite encore aujourd'hui des manuscrits remarquablement enluminés, des icônes et de belles croix en argent de l'époque.